# Ponkvica
Ponkvica este o localitate din comuna Šentjur, Slovenia, cu o populație de 36 de locuitori.